# Yukiya Amano
Yukiya Amano (Japans: 天野之弥; Yugawara, 9 mei 1947 - 18 juli 2019) was een Japans diplomaat die van 2009 tot aan zijn dood dienst deed als directeur-generaal van het Internationaal Atoomenergieagentschap (IAEA). Hij volgde in die functie de Egyptenaar Mohammed el-Baradei op. Amano was al enige tijd ernstig ziek.